# جلیل بغدادبیگف
جلیل بغدادبیگف (ترکی آذربایجانی: Cəlil bəy Əmrah bəy oğlu Bağdadbəyov) یکی از اولین منتقدان هنری و قوم‌شناسان آذربایجانی، بازیگر تئاتر، کارگردان، مترجم و خادم هنر افتخاری آذربایجان شوروی (۱۹۴۳) بود.

## زندگی‌نامه
جلیل بغدادبیگف در سال ۱۸۸۷ در شهر شوشی تولد یافت. تحصیلات ابتدایی را در مدرسه‌ای مترقی در شوشی پشت سر گذاشته و سپس در یک جیمنیزیوم در شهر سن پترزبورگ به ادامه تحصیل پرداخت. پس از بازگشت به باکو در سال ۱۹۰۴، در امور اداری در میادین مختلف نفتی اشتغال یافت. وی بعدها در دانشکده فنی تئاتر دولتی آذربایجان تحصیل کرد و پس از فارغ‌التحصیلی، تحصیلات خود را در رشته تئاتر در مسکو ادامه داد. آنجا بود که جلیل بغدادبیگف آموزش حرفه ای تئاتر دید. وی شاگرد یوگنی واختانگوف، بازیگر و کارگردان روس، در مسکو بود و در رشته تئاتر از کنستانتین استانیسلاوسکی آموزش دید. علاوه بر این، زبان‌های عربی، فارسی، فرانسوی، روسی و نیز زبان‌های مردمان آسیای مرکزی را قراگرفت.
با تصمیم «شورای کمیساریای خلق آذربایجان شوروی»، از نیمه دوم دهه ۱۹۲۰ تا اواسط دهه ۱۹۳۰ به آسیای مرکزی اعزام شد تا آنجا هنر تئاتر را سامان و توسعه بخشد. پس از برگشت به باکو به عنوان معلم در دانشکده فنی تئاتر دولتی آذربایجان مشغول به کار شد.
در اوان جنگ جهانی دوم، جلیل بغدادبیگف به همراه تعدادی چهره‌های مطرح فرهنگی در صفوف ارتش سرخ شوروی در ایران حضور داشت. در سال‌های پساجنگ به‌عنوان مدیر تولید در تئاترهای مختلف به فعالیت‌های فرهنگی خود ادامه داد و به عنوان مدیر «اتحادیه کنسرت‌های باکو»، تئاتر جعفر جبارلی مشغول به کار شد و در دانشکده تئاتر با موضوع «تاریخ هنر مردمان در دوره‌های مختلف» سخنرانی کرد.
جلیل بغدادبیگف ۲۱ آوریل سال ۱۹۵۱، در سن ۶۴ سالگی در شهر باکو درگذشت.
دایی وی الیاس افندی‌اف، خادم هنر افتخاری آذربایجان و «نویسنده مردم» آذربایجان، بود.

## فعالیت‌های هنر
در سال ۱۹۰۷، جلیل بغدادبیگف به عنوان بازیگر در گروه تئاتر انجمن «نجات» استخدام شد. او در اینجا و در گروه‌های تئاتر «صفا» و گروه «هنرمندان مسلمان اپرا» که رهبری آن بر عهده حسین‌قلی سرابسکی و مدیریت بر عهده برادران ذوالفقار حاجی‌بیف و عزیر حاجی‌بیگف بود، فعالیت داشت.
جلیل بغدادبیگف فعالیت‌های کارگردانی خود را در سال ۱۹۲۰ در باشگاه‌های تئاتر بی‌بی‌هیبت و بالاخانی آغاز کرد. وی همزمان در تئاترهای آغداش، لنکران، نوخا و شوشی مشغول به شغل کارگردانی شد. در سال ۱۹۲۰، به گروه تئاتر ملی درام پیوست و از سپتامبر ۱۹۲۲ تا پایان سال ۱۹۲۴ در «تئاتر ترکی نقد و تبلیغات آزاد باکو» نیز کار کرد.
در سال ۱۹۲۹، جلیل بغدادبیگف عهده‌دار ریاست دوره‌های آموزشی در رشته درام در مدرسه فنی موسیقی عشق آباد شده و آنجا گروه نمایش ترکمن را ایجاد کرد و نمایشنامه‌های به اسم «آولدا رادیو» را برای تئاتر عشق آباد نوشت. او همچنین دو درام تبلیغاتی موسوم به «دختر تاجیک» و «کمسومول و نشان» به زبان تاجیکی نوشت.
در سال‌های ۱۹۳۸ الی ۱۹۴۸، جلیل بغدادبیگف در انجمن‌های نمایشی و تئاترهای دولتی در شهرهای شماخی، شوشی، سالیان، آغداش، زاقاتالا، فضولی، آغ‌دام، شمکر، نخجوان و اردوباد فعالیت‌های هنری خلاقانه‌ای انجام داد. او در آنجا هم به عنوان بازیگر و هم به عنوان کارگردان کار می‌کرد، نمایشنامه‌هایی می‌نوشت و ایفای نقش می‌کرد.
جلیل بغدادبیگف تعدادی نمایشنامه به تحریر درآورده بود. نمایشنامه‌های «امیر بخارا»، «ستاره‌های درخشان» و نمایش‌های دیگر او در تئاترهای دوشنبه، سمرقند، تاشکند، خوقند، عشق‌آباد و سایر شهرها به روی صحنه رفتند. با آنکه جلیل بغدادبیگف قصد داشت بر پایه نمایشنامه «خانلر» که در حال نوشتن آن بود، فیلم بسازد، اما آغاز جنگ جهانی دوم باعث عدم تحقق این امر شد.
جلیل بغدادبیگف از حرفه قوم‌شناسی نیز در کارنامه خود برخوردار بود. آثار او مانند «نامزدی»، «پالتاربیچمه»، «عروسی»، «دوواق‌قاپما»، «عروسی‌های روستایی» حکایت از سنت‌های مردم آذربایجان دارند. وی همچنین اولین کسی است که تاریخ موسیقی‌های مقامی آذربایجان را نوشته‌است. جلیل بغدادبیگف مؤلف نخستین اطلاعات مکتوب دربارهٔ حاجی هوسو، مشهدی ایسی،» دلی اسماعیل بیگ»، میر محسن نواب، «باغبان اکبر»، مجید بهبودف و دیگران است.